# Redfield Hoard

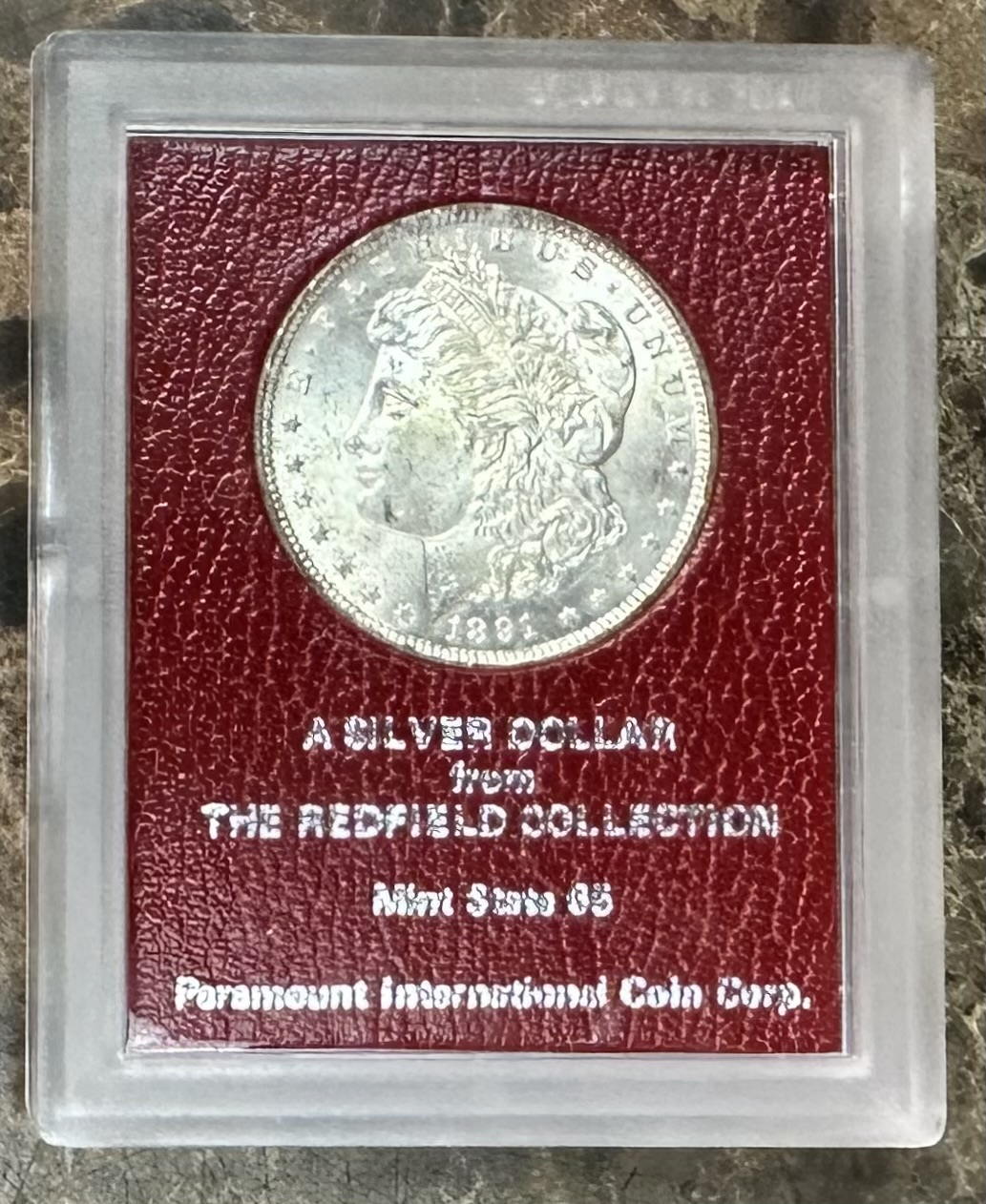
Dólar Morgan de 1891 del Redfield Hoard colocado en un soporte rojo de Paramount.

El Redfield Hoard («tesoro de Redfield») era la colección de LaVere Redfield de 407 000 dólares de plata Morgan y de la Paz. El tesoro fue descubierto en Reno, Nevada, en la casa de LaVere Redfield después de su muerte en 1974.
Redfield fue robado en su casa en 1952 y en aquel momento ya había amasado un tesoro de 270 000 dólares de plata. Afirmó que las autoridades que investigaron el robo lo obligaron a llevar los dólares de plata al banco en ese momento. Su casa fue robada nuevamente en 1963 y los periódicos de la década de 1980 informaron que se habían llevado 100 000 dólares de plata, cifra que fue cuestionada por el libro de Jack Harpster The curious life of Nevada's LaVere Redfield : the silver dollar king.
Redfield no confiaba en los bancos ni en el papel moneda, por lo que continuó coleccionando dólares de plata. Fue apodado el «rey del dólar de plata» después del descubrimiento del tesoro del dólar de plata en 1974. Desde mediados de los años 1960 hasta 1974 atesoró más de 400 000 dólares de plata. Todo el tesoro se vendió a A-Mark Financial por $ 7 300 000 (equivalente a $ 39087018 actualmente).

## Antecedentes

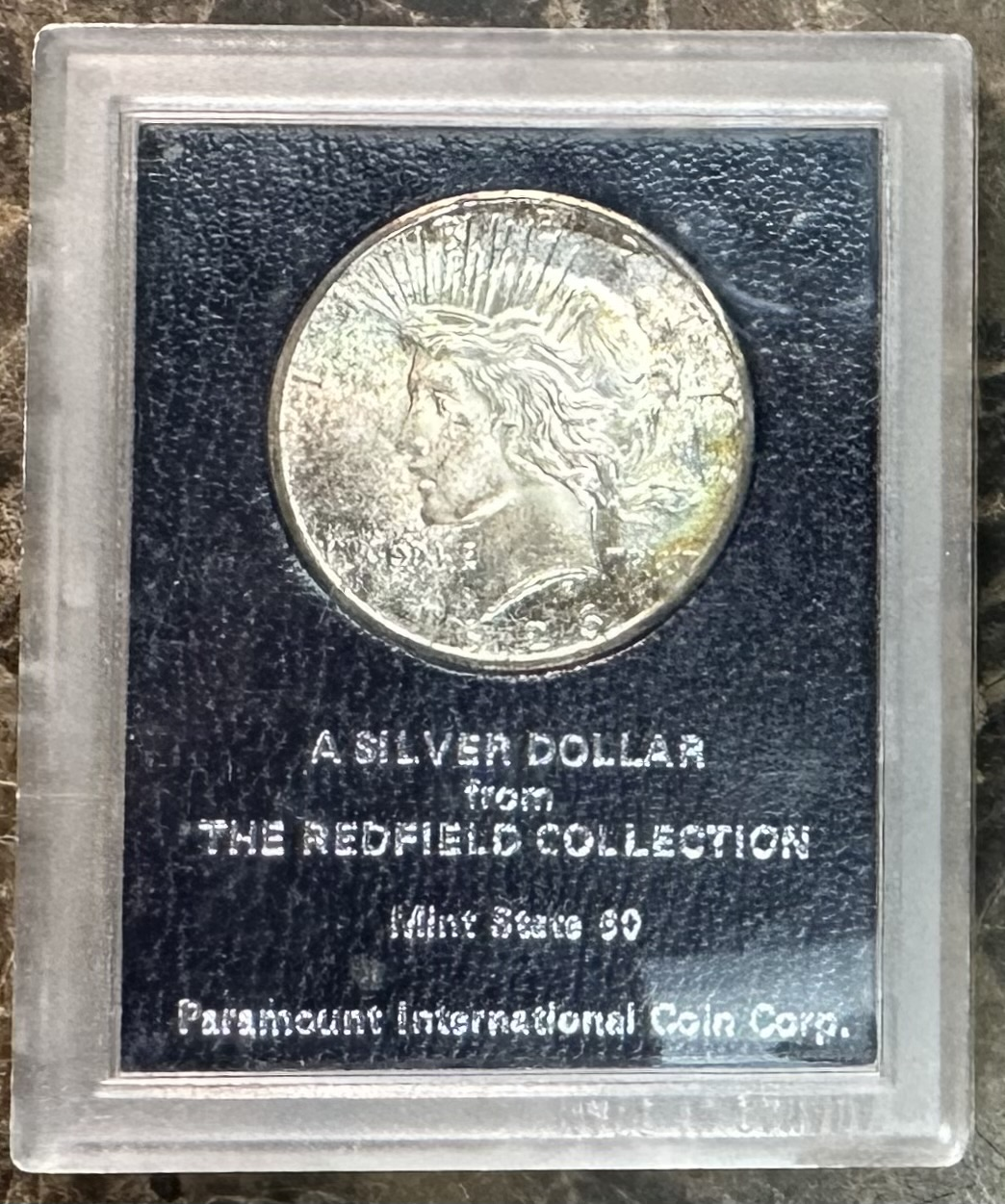
Dólar de la Paz del Redfield Hoard colocado en un soporte negro de Paramount.

En 1952 se descubrió el tesoro de dólares de plata de LaVere Redfield. La casa de Redfield fue robada y, al investigar la policía antirrobos, descubrió una habitación secreta en el sótano de su gran casa de piedra. La habitación tenía 270 000 dólares de plata junto con un tesoro de sellos postales. El Reno Gazette-Journal dijo que «se vio obligado a llevar el dinero al banco». Fue víctima de otro robo en 1963. Los ladrones alimentaron con filetes a los perros de Redfield mientras sacaban dos cajas fuertes de su casa. El contenido de las cajas fuertes no fue revelado. Los periódicos afirmaron que en el robo de 1961 perdió 100 000 dólares de plata. Redfield continuó coleccionando dólares de plata hasta su muerte. En el libro de Jack Harpster The curious life of Nevada's LaVere Redfield : the silver dollar king, Harpster afirma que no hay ninguna fuente que confirme la cifra de 100 000 dólares de plata y que se robaron 10 000 dólares de plata.

## Historia
Después de la muerte de Redfield en 1974, los herederos de Redfield encontraron cientos de bolsas de dólares de plata en su garaje y casa en Reno, Nevada. Se pensaba que Redfield tardó más de cuarenta años en acumular los dólares de plata. No confiaba en el papel moneda y utilizaba el dinero que ganaba en el mercado de valores para atesorar dólares de plata.
The Star Democrat informó que Redfield envió bolsas de dólares de plata por el vertedero de carbón de su casa. El conducto conducía a una habitación en el sótano donde Redfield también almacenaba tarros de duraznos. El periódico informó que tenía alimentos «almacenados en gran cantidad». El calor del verano aparentemente provocó la explosión de los frascos de duraznos y el jugo roció algunos de los dólares de plata. Redfield no era un coleccionista de monedas, por lo que no tuvo cuidado al manipularlas o almacenarlas. Escribiendo para el Helena Independent Record, Angus White dijo que el tesoro de Redfield era «la mayor cantidad de dólares de plata de propiedad individual y acumulada en un solo lugar de la historia».
En enero de 1976, el productor de cine con sede en Los Ángeles Steven Markoff (a través de A-Mark Financial) compró el tesoro de dólares de plata de LaVere Redfield por $ 7 300 000 (equivalente a $ 39087018 actualmente). La colección constaba de más de 407 000 monedas de dólares de plata que pesaban 12 toneladas. A-Mark Financial vendió las monedas individualmente y muchas vinieron en una losa de monedas de Paramount. Dos importantes servicios de clasificación de monedas, Compañía de Garantía Numismática y Servicio Profesional de Clasificación de Monedas, han incluido el nombre de Redfield en sus portamonedas clasificados. Las monedas eran dólares de plata de los Estados Unidos: dólares Morgan y dólares de la Paz.
Cuando Redfield murió en 1974, se refirió a él como un hombre excéntrico. Jack Harpster escribió una biografía que lo apodó el «rey del dólar de plata». Según Harper, Redfield no confiaba en los bancos, era antigubernamental y un hombre de negocios despiadado.